# Прикладна екологія
Прикладна́ еколо́гія — це застосування зібраних знань екології для вирішення проблем, пов'язаних з діяльністю людини у довкіллі, вивчення механізмів руйнування біосфери людиною, способів запобігання цим процесам та розробки принципів раціонального використання природних ресурсів без деградації життєвого середовища. Прикладна екологія базується на системі законів, правил та принципів екології та природокористування.
Прикладна екологія як наука ґрунтується, перш за все, на знаннях у різних галузях біології — фізіології, генетиці, біофізиці, але вона також пов'язана з іншими природничими науками — фізикою, хімією, геологією, географією, математикою. Прикладна екологія, крім того, не може бути відділена від моралі, права, економіки, оскільки лише в союзі з ними може докорінно змінити ставлення людини до природи.

## Галузі

#### Екологія людини
- медична екологія (біологічні аспекти людини — медичні, психічні, географічні та ін.);
- соціоекологія (екологія соціальних груп; екологічна демографія; екологія поселень, у тому числі: урбоекологія; рекреаційна екологія та ін.);

#### Екологія господарства
- техноекологія: екологічні аспекти галузей господарства, використання природних ресурсів і т. ін.;
- охорона природи (довкілля): досліджує ті самі аспекти, як і природокористування, але природокористування методологічно побудовано на дослідженні в напрямку від господарства до природи, а охорона довкілля навпаки — від природи до господарства. Часто природокористування і охорону природи розглядають разом, як одну науку. Окремий напрямок охорони природи — заповідна справа;
- економіка природокористування та екологічний менеджмент: економічні методи регулювання природокористування і охорони природи;
- екологічний аудит: контроль і екологічна оцінка діяльності підприємств, вдосконалення регулювання впливу на довкілля та його інвестиційної привабливості;
- екологічний маркетинг: управлінська діяльність у складі загального менеджменту підприємств, спрямована на вивчення та використання ринку екологічної продукції та послуг;
- екологічне право: юридичні (законодавчі) аспекти природокористування;
- екологічна стандартизація;
- управління природокористуванням і охороною довкілля: адміністративні методи природокористування; організація системи управління у сфері охорони довкілля; організація моніторингу, екологічної експертизи; організація екологічних аспектів діяльності окремих підприємств та організацій і т. ін.;
- екологічний моніторинг: спостереження і оцінка стану довкілля;
- екологічне прогнозування: розробка прогнозів і програм розвитку регіонів, галузей та інших об‘єктів, з точки зору, зменшення негативного впливу на довкілля;
- екологічна експертиза: запобігання негативного впливу нововведень.

#### Інше
- радіаційна екологія — вивчає наслідки радіаційного забруднення й можливі наслідки експлуатації об'єктів, які використовують ядерну енергію і радіоактивні речовини;
- екологія космосу — нова наука, яка досліджує забруднення найближчого космічного простору Землі, розробляє методи спостереження за станом довкілля в планетарному масштабі та інші.[3]